# Avers (Švýcarsko)
Avers (v místním dialektu Walserů Òòver(s), rétorománsky Avras) je obec ve švýcarském kantonu Graubünden, okresu Viamala. Nachází se v údolí Jufského Rýna, asi 45 kilometrů jižně od kantonálního hlavního města Churu a 22 kilometrů jihozápadně od Svatého Mořice, v nadmořské výšce 1 960 metrů. Má přibližně 160 obyvatel.
Celé území obce se nachází v nadmořské výšce přes 1 500 metrů, přičemž místní část Juf je s nadmořskou výškou 2 126 metrů nejvýše položeným trvale obydleným sídlem v Evropě.

## Geografie

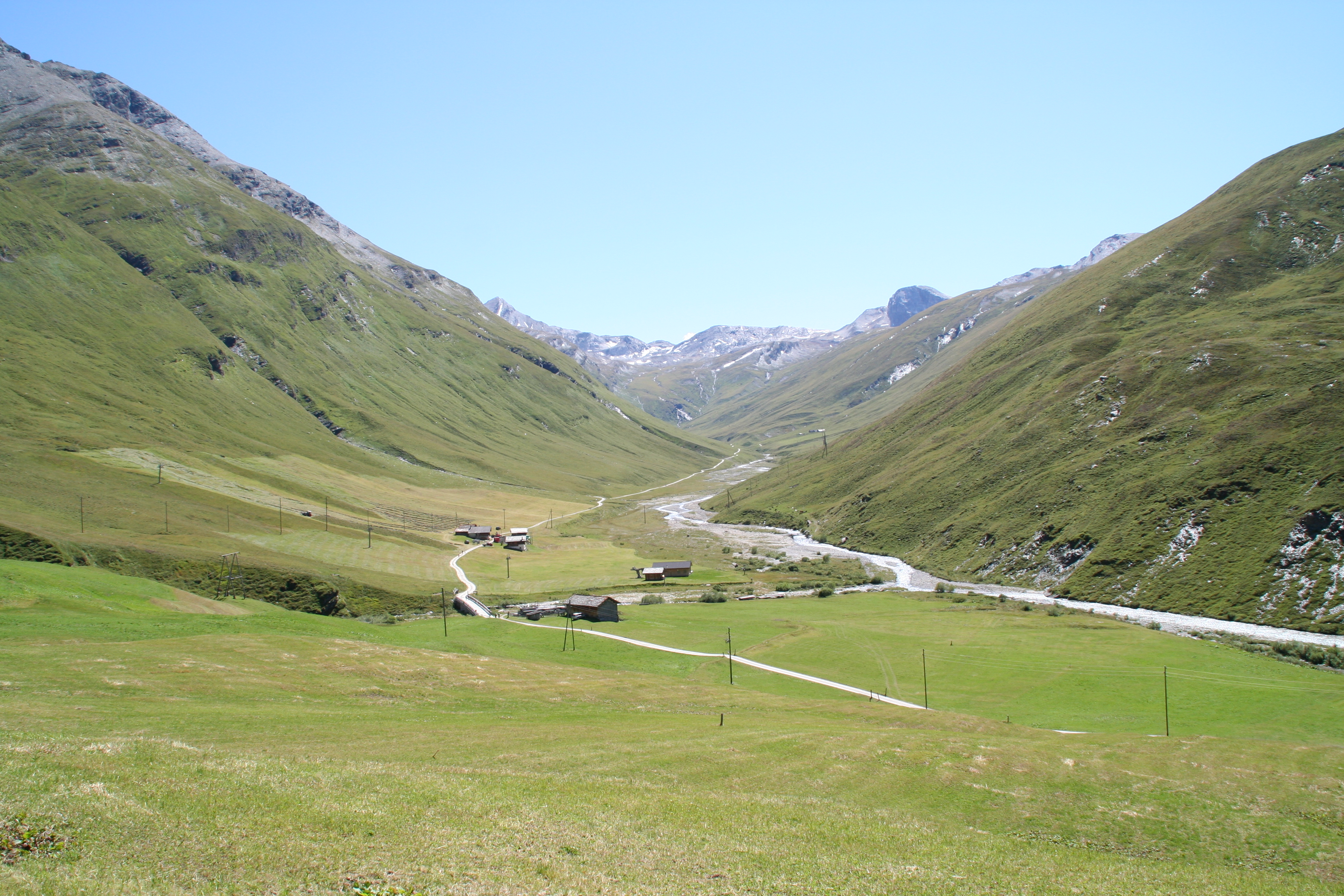
Pohled na Juf

S nadmořskou výškou 1 960 metrů je Avers nejvýše položenou politickou obcí ve Švýcarsku. Místní část Juf, patřící k Avers, je s nadmořskou výškou 2 126 m považována za nejvýše položené celoročně obývané místo v Evropě. Celá horní část údolí od vesnice Cresta se nachází nad hranicí lesa. V Crestě se nachází obecní úřad, škola (základní škola, jednotřídní škola pro šest ročníků) a kostel.
Obec se skládá z místních částí Campsut (1 668 m), Cröt (1 715 m), Cresta (1 958 m, hlavní část obce), Pürt (1 921 m), Am Bach (1 959 m), Juppa (2 004 m), Podestatsch Hus (2 046 m) a Juf (2 126 m).
Údolím Avers protéká řeka Rýn, tzv. Jufský Rýn (Juferrhein). Na území obce se nachází více než deset vrcholů s nadmořskou výškou přesahující 3 000 metrů.

## Historie
Údolí bylo osídleno románským obyvatelstvem až v 11. století, a to prostřednictvím hospice svatého Petra v průsmyku Septimer; o tomto období svědčí několik místních názvů jako Cresta, Juf nebo Juppa. Po roce 1280 se v horní části údolí usadili Walserové z italské oblasti Formazza (německy Pomatt), kteří se brzy rozšířili do celého údolí a nahradili románský jazyk němčinou.
Údolí bylo nejprve podřízeno městu Como a od počátku 14. století churskému biskupovi. Vznik obce je doložen snad již v roce 1292, ale zcela jistě v roce 1377. V roce 1367 se Avers připojil ke Gotteshausbundu, v roce 1498 uzavřel spojenectví se Švýcarskou konfederací a v roce 1524/26 se stal samostatnou soudní obcí Tří lig (Drei Bünde). V obci byla zavedena reformace v letech 1525/30. Zpevněná silnice byla do Avers dostavěna až v roce 1895.

## Obyvatelstvo

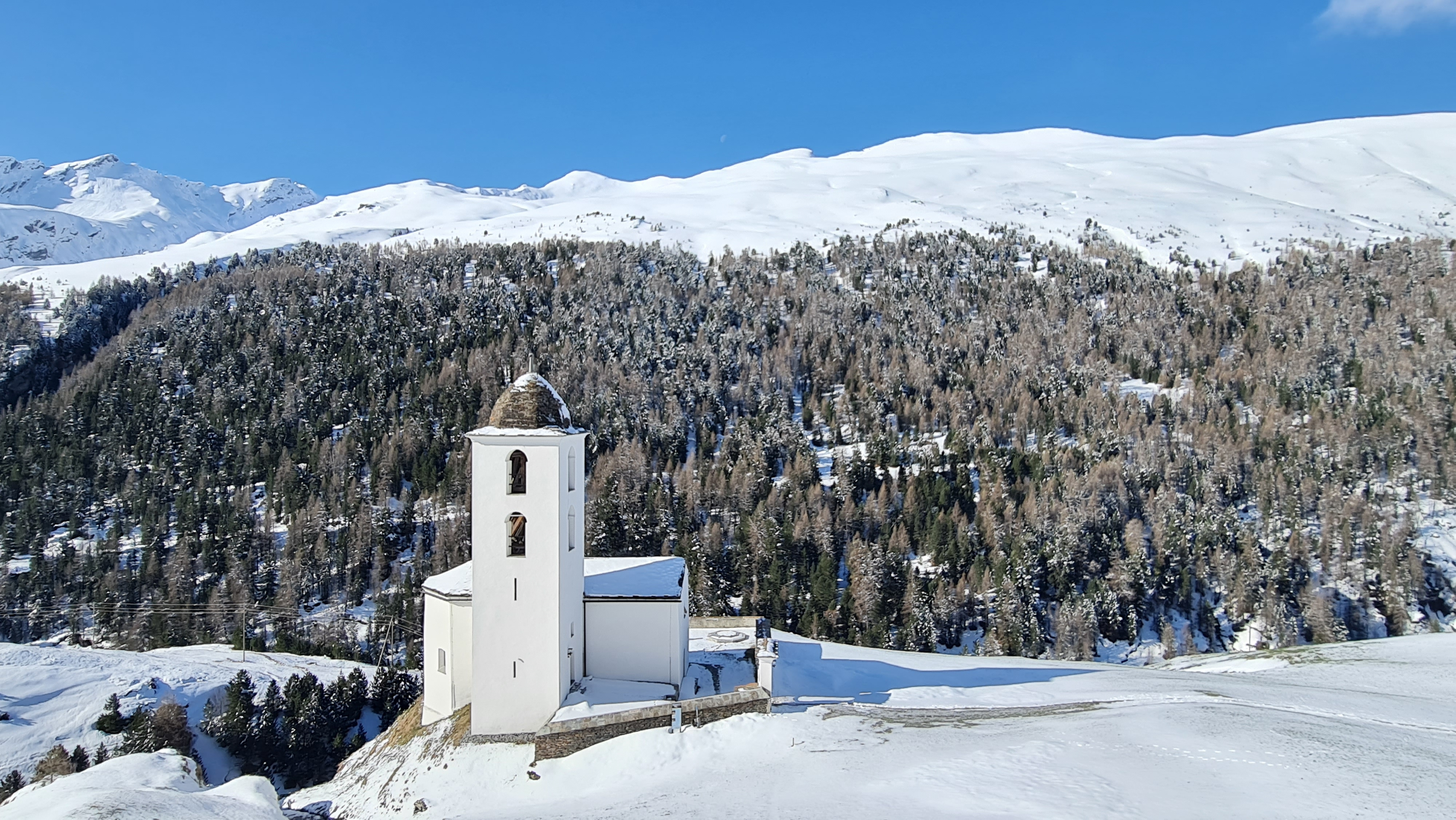
Kostel v Crestě

| Rok            | 1645 | 1850 | 1900 | 1950 | 1960 | 2000 | 2005 | 2010 | 2012 | 2014 | 2019 |
| Počet obyvatel | 498  | 293  | 204  | 167  | 270  | 160  | 184  | 170  | 171  | 167  | 171  |

Vzhledem k vysoké nadmořské výšce, extrémně studenému klimatu a odlehlosti obce počet jejích obyvatel postupně klesá. Ještě v polovině 19. století činil téměř 300, v současnosti v obci trvale žije asi 160 obyvatel.

### Jazyky
Úředním jazykem obce je němčina; většina obyvatel jsou potomci Walserů. V jiných okolních obcích běžně používaná graubündenská rétorománština je v Avers používána pouze jednotkami obyvatel.
Vývoj v posledních desetiletích ukazuje následující tabulka:
| Jazyky v Avers |                   |                   |                   |                   |                   |                   |
| Jazyk          | Sčítání lidu 1980 | Sčítání lidu 1980 | Sčítání lidu 1990 | Sčítání lidu 1990 | Sčítání lidu 2000 | Sčítání lidu 2000 |
| Jazyk          | Počet             | Podíl             | Počet             | Podíl             | Počet             | Podíl             |
| Němčina        | 133               | 95,00 %           | 124               | 96,88 %           | 150               | 93,75 %           |
| Rétorománština | 4                 | 2,86 %            | 2                 | 1,56 %            | 3                 | 1,88 %            |
| Italština      | 3                 | 2,14 %            | 2                 | 1,56 %            | 2                 | 1,25 %            |
| Počet obyvatel | 140               | 100 %             | 128               | 100 %             | 160               | 100 %             |

## Doprava

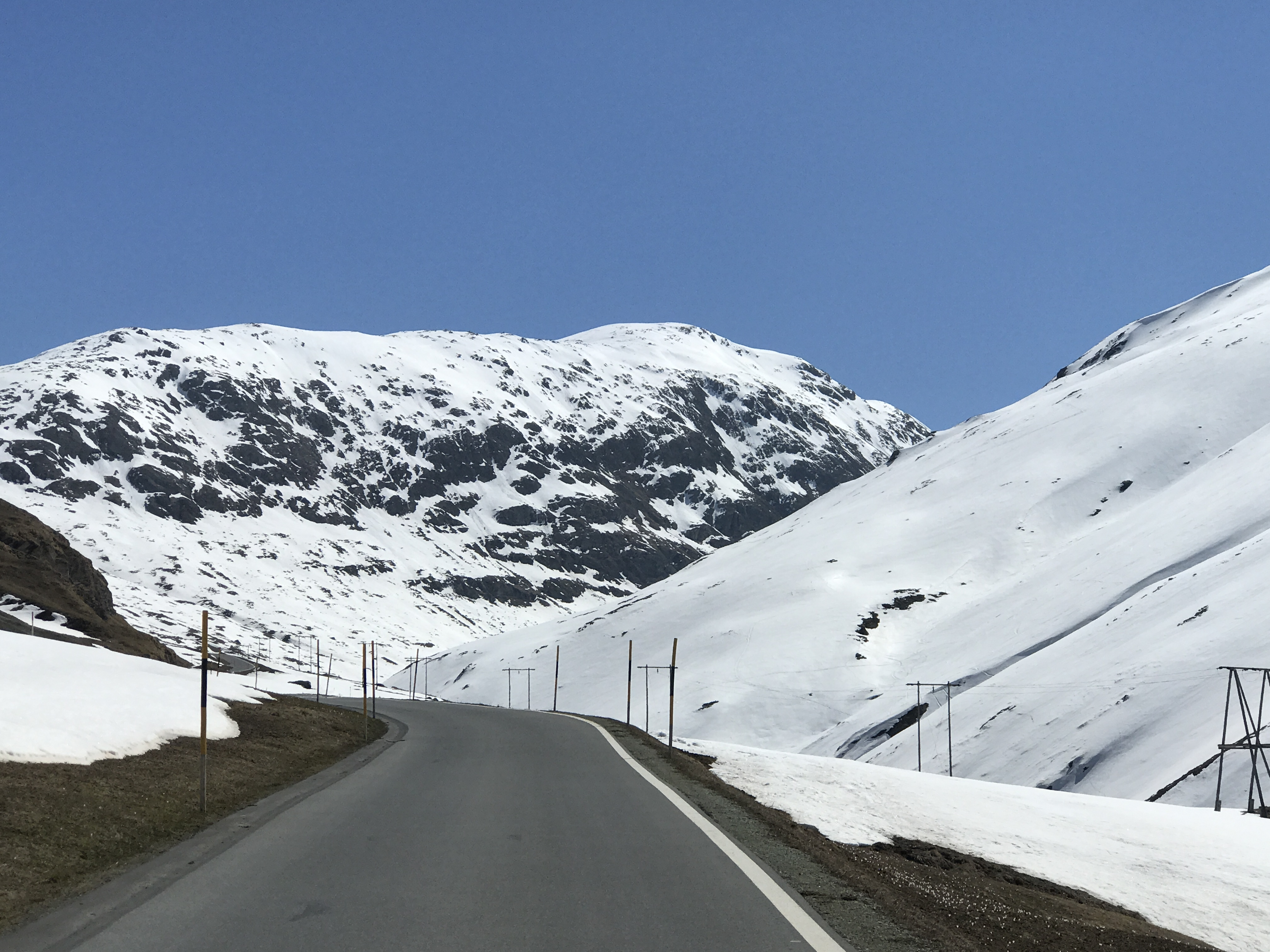
Zimní pohled na Podestatenhaus

Jediným dopravním spojením do obce je silnice, vedoucí z Andeeru v údolí Zadního Rýna přes sousední obec Ferrera. Ta v místní části Juf končí. Dopravní obslužnost zajišťují žluté autobusy Postauto.